# Coleophora juncicolella
Coleophora juncicolella é uma espécie de mariposa do gênero Coleophora pertencente à família Coleophoridae.